# 時をかけるアメマ!寛平さんぽ
『時をかけるアメマ！寛平さんぽ』（ときをかけるアメマ！かんぺいさんぽ）は、静岡県のケーブルテレビ「トコチャン」（株式会社TOKAIケーブルネットワーク）で2018年11月から放送されている旅バラエティ番組である。

## 概要
吉本芸人・間寛平と富士彦（よしもと静岡県住みます芸人）が繰り広げる笑いと人情の旅バラエティ。江戸時代から現代にタイムスリップしてきた寛平が現代に生きる富士彦と江戸時代へ戻る方法を探す旅に出る。ふたりは道中で人や物、食や絶景など色々な出会いに感動し、心打たれる。2人と触れ合った人は笑顔になり、そこに絆が生まれる。そんな人情あふれる珍道中。番組では、日本各地の名所、地元民に愛される場所や人が紹介される。寛平の人柄がそのまま映し出されている。

## キャスト
・徳川家康 役・・・間寛平
・富士座衛門 役・・・富士彦
・お律 役 (徳川家康の13番目の側室)・・・田中律子
　※ #26 神奈川県 厚木編、#27 神奈川県 鎌倉編に出演
・服部半蔵 役・・・田村亮　【ロンドンブーツ1号2号】
　※ #28 熊本県 熊本編、#29 熊本県 阿蘇編、#32 静岡 前編、#33 静岡 後編に出演
・阿茶局 役・・・山崎静代(しずちゃん)　【南海キャンディーズ】
　※ #30 千葉県 市原 前編、#31 千葉県 市原 後編に出演
・五徳 役・・・IMALU
　※ #56 岡山県 津山市編、#57 岡山県 勝央町編、#60 東京都 江東区編 前編、#61 東京都 江東区編 後編、#62 鹿児島県 
奄美大島編 前編、#63 鹿児島県 奄美大島編 後編、#68 静岡 伊豆箱根鉄道 前編、#69 静岡 伊豆箱根鉄道 後編に出演
・タカアンドトシ
　※ #52、#53 北海道編に出演 この番組にしては珍しく、彼らの場合は特に役柄は設けられなかった。
・初芽の局 役・・・鈴木奈々
　※#64 静岡県・静岡市 前編、#65 静岡県・静岡市 後編に出演
・うっかり八兵衛 役・・・河本準一　【次長課長】
　※#66 静岡県・富士市 前編、#67 静岡県・富士市 後編、#70 千葉・小湊鉄道 前編、#71 千葉 小湊鉄道 後編に出演
・すゑひろがりず
　※チャンネル700「すゑひろがりずのあっぱれふるさと珍道中」とのコラボ企画（#68・69）

## 放送回・ロケ地
| #  | 放送月     | 内容（ロケ地）                  | 備考 |
| -- | ---------- | ------------------------------- | --- |
| 01 | 2018年11月 | 静岡県 三保編                   | |
| 02 | 2018年12月 | 静岡県 富士宮編                 | |
| 03 | 2019年1月  | 長野 前編                       | |
| 04 | 2019年2月  | 長野 後編                       | |
| 05 | 2019年3月  | 東京 前編                       | |
| 06 | 2019年4月  | 東京 後編                       | |
| 07 | 2019年5月  | 静岡まつり 特別編 （静岡県）    | |
| 08 | 2019年6月  | 静岡県 三島編                   | |
| 09 | 2019年7月  | 静岡県 沼津編                   | |
| 10 | 2019年8月  | 静岡県 島田大井川 前編          | |
| 11 | 2019年9月  | 静岡県 島田大井川 後編          | |
| 12 | 2019年10月 | 岡山県 倉敷 前編                | |
| 13 | 2019年11月 | 岡山県 倉敷 後編                | |
| 14 | 2019年12月 | 岡山県 津山 前編                | |
| 15 | 2020年1月  | 岡山県 津山 後編                | |
| 16 | 2020年2月  | 大阪 前編                       | |
| 17 | 2020年3月  | 大阪 後編                       | |
| 18 | 2020年4月  | 石川県 金沢編                   | |
| 19 | 2020年5月  | 石川県 加賀編                   | |
| 20 | 2020年7月  | 静岡県 御殿場編                 | |
| 21 | 2020年8月  | 神奈川県 箱根編                 | |
| 22 | 2020年9月  | 長崎 前編                       | |
| 23 | 2020年10月 | 長崎 後編                       | |
| 24 | 2020年11月 | 宮城県 仙台 前編                | |
| 25 | 2020年12月 | 宮城県 仙台 後編                | |
| 26 | 2021年1月  | 神奈川県 厚木編                 | ゲスト：田中律子 |
| 27 | 2021年2月  | 神奈川県 鎌倉編                 | ゲスト：田中律子 |
| 28 | 2021年3月  | 熊本県 熊本編                   | ゲスト：田村亮 |
| 29 | 2021年4月  | 熊本県 阿蘇編                   | ゲスト：田村亮 |
| 30 | 2021年5月  | 千葉県 市原 前編                | ゲスト：しずちゃん |
| 31 | 2021年6月  | 千葉県 市原 後編                | ゲスト：しずちゃん |
| 32 | 2021年7月  | 静岡県 静岡市編                 | |
| 33 | 2021年8月  | 静岡県 焼津市編                 | |
| 34 | 2021年9月  | 長野県 下諏訪町編               | |
| 35 | 2021年10月 | 長野県 岡谷市編                 | |
| 36 | 2021年11月 | 高知県 前編                     | |
| 37 | 2021年12月 | 高知県 後編                     | |
| 38 | 2022年1月  | 静岡・藤枝編 前編               | |
| 39 | 2022年2月  | 静岡・藤枝編 後編               | |
| 40 | 2022年3月  | 岡山・倉敷編                    | |
| 41 | 2022年4月  | 岡山・下津井編                  | |
| 42 | 2022年5月  | 仙台・朝市商店街編              | |
| 43 | 2022年6月  | 仙台・伊達政宗登場編            | |
| 44 | 2022年7月  | 兵庫県・神戸編                  | |
| 45 | 2022年8月  | なんばグランド花月潜入編        | |
| 46 | 2022年9月  | 修善寺編                        | |
| 47 | 2022年10月 | 伊豆の国編                      | |
| 48 | 2022年11月 | 厚木編                          | |
| 49 | 2022年12月 | 江の島編                        | |
| 50 | 2023年1月  | 沖縄 前編                       | |
| 51 | 2023年2月  | 沖縄 後編                       | |
| 52 | 2023年3月  | 北海道 前編                     | ゲスト：タカアンドトシ |
| 53 | 2023年4月  | 北海道 後編                     | ゲスト：タカアンドトシ |
| 54 | 2023年5月  | 静岡・吉田町 前編               | ゲスト：田村亮 |
| 55 | 2023年6月  | 静岡・吉田町 後編               | ゲスト：田村亮 |
| 56 | 2023年7月  | 岡山県・津山市編                | ゲスト：IMALU |
| 57 | 2023年8月  | 岡山県・勝央町編                | ゲスト：IMALU |
| 58 | 2023年9月  | 静岡・沼津市編                  | |
| 59 | 2023年10月 | 静岡・三島市編                  | |
| 60 | 2023年11月 | 東京都・江東区編 前編           | ゲスト：IMALU |
| 61 | 2023年12月 | 東京都・江東区編 後編           | ゲスト：IMALU |
| 62 | 2024年1月  | 鹿児島県・奄美大島編 前編       | ゲスト：IMALU |
| 63 | 2024年2月  | 鹿児島県・奄美大島編 後編       | ゲスト：IMALU |
| 64 | 2024年3月  | 静岡・静岡市 前編               | ゲスト：鈴木奈々 |
| 65 | 2024年4月  | 静岡・静岡市 後編               | ゲスト：鈴木奈々 |
| 66 | 2024年5月  | 静岡・富士市 前編               | ゲスト：河本準一 |
| 67 | 2024年6月  | 静岡・富士市 後編               | ゲスト：河本準一 |
| 68 | 2024年7月  | 静岡・伊豆箱根鉄道 前編         | ゲスト：IMALU コラボ：すゑひろがりず ジョーカー：さこリッチ・ぬまんづ すゑひろがりずのあっぱれふるさと珍道中 （チャンネル700の番組）とのコラボ |
| 69 | 2024年8月  | 静岡・伊豆箱根鉄道 後編         | ゲスト：IMALU コラボ：すゑひろがりず ジョーカー：さこリッチ・ぬまんづ すゑひろがりずのあっぱれふるさと珍道中 （チャンネル700の番組）とのコラボ |
| 70 | 2024年9月  | 千葉・小湊鉄道 前編             | ゲスト：河本準一 |
| 71 | 2024年10月 | 千葉・小湊鉄道 後編             | ゲスト：河本準一 |
| 72 | 2024年11月 | 静岡・大井川鐵道 前編           | ゲスト：南海キャンディーズ しずちゃん |
| 73 | 2024年12月 | 静岡・大井川鐵道 後編           | ゲスト：南海キャンディーズ しずちゃん |
| 74 | 2025年1月  | 沖縄・ゆいレール 前編           | ゲスト：IMALU コラボ：しんとすけ 沖縄の～じ探検隊（OCN 沖縄ケーブルネットワークの番組）とのコラボ                                              |
| 75 | 2025年2月  | 沖縄・ゆいレール 後編           | ゲスト：IMALU コラボ：しんとすけ 沖縄の～じ探検隊（OCN 沖縄ケーブルネットワークの番組）とのコラボ                                              |
| 76 | 2025年3月  | 寛平江戸へ帰る！静岡編 ~最終回~ | |

※#64からは前編が「天下の逸品」を探す旅、後編が私鉄でサイコロ振ってGO！という企画を放送

## 放送局・放送チャンネル

### 放送局
- TOKAIケーブルネットワーク
- トコちゃんねる静岡
- エルシーブイ
- 倉敷ケーブルテレビ
- 厚木伊勢原ケーブルネットワーク
- いちはらコミュニティー・ネットワーク・テレビ
- 東京ベイネットワーク
- テレビ津山
- 仙台CATV
- 沖縄ケーブルネットワーク
- スターキャット・ケーブルネットワーク
- 沖縄ケーブルネットワーク
- ひまわりネットワーク
- ミクスネットワーク
- 横浜ケーブルビジョン
- 九州テレ・コミュニケーションズ
- 近鉄ケーブルネットワーク

### 過去に同時ネットされていた局
- BSよしもと

### 放送チャンネル
- satonoka
- チャンネル700 - 2023年4月より放送開始

### ネット動画配信サービス
- Hulu　2023年2月より配信開始

## ナレーション
- 神谷宥希枝
  - 静岡エフエム放送（K-MIX）のパーソナリティ。そのほか、リポーター業、司会業、講師など主に静岡県内で幅広く活動している。

## 主なスタッフ
- エグゼクティブプロデューサー : 近藤雄二
- プロデューサー : 池谷直樹
- AP : 三木舞子、鈴木帆海
- 演出 : 田中栄一
- 構成作家 : イトウヒロム
- 編成 : 征矢秀樹
- カメラ : 中野真一
- 編集 : 本多佐千子
- 音効 : 矢部公英